# Johannes Magirus (Theologe, 1559)
Johannes Magirus (* 15. September 1559 in Koblenz; † 8. September 1609 in Speyer) war ein deutscher Jesuit, Prediger und Kontroverstheologe.

## Leben und Wirken
Johannes Magirus aus Koblenz trat 1585 in den Jesuitenorden ein und gehörte seit etwa 1592 dem Jesuitenkolleg Speyer an. Hier wirkte unter dem Rektor Wilhelm Wolff von Metternich (1563–1636) als Leiter der zugehörigen Schule und als bekannter Kontroversprediger.
Mit dem reformierten Heidelberger Kirchenrat Marcus zum Lamm lieferte er sich zwischen 1591 und 1593 einen Abendmahlsstreit. Er stand 1603 in einem Briefwechsel mit dem calvinistischen Heidelberger Theologieprofessor David Pareus (1548–1622), woraus auf beiden Seiten kontroverstheologische Schriften erwuchsen.
Johannes Magirus veröffentlichte verschiedene theologische Bücher. Er starb 1609 in Speyer, wo er 17 Jahre lang tätig gewesen war.